# Бедень (Арджеш)
Бедень, Бедені (рум. Bădeni) — село у повіті Арджеш в Румунії. Входить до складу комуни Стоєнешть.
Село розташоване на відстані 114 км на північний захід від Бухареста, 48 км на північний схід від Пітешть, 148 км на північний схід від Крайови, 57 км на південний захід від Брашова.

## Населення
За даними перепису населення 2002 року у селі проживали 792 особи, усі — румуни. Усі жителі села рідною мовою назвали румунську.